# Cobra Kai
Cobra Kai – amerykański serial (komediodramat), który jest kontynuacją serii filmów Karate Kid. Wszystkie 10 odcinków pierwszej serii zostało udostępnionych 2 maja 2018 roku na platformie YouTube Premium. Serial emitowany jest na Polsat Games od 5 maja 2025 roku.

## Fabuła
Akcja serialu dzieje się 34 lata po wydarzeniach z Karate Kid. Johnny Lawrence postanawia ponownie otworzyć dojo Cobra Kai. W międzyczasie Daniel LaRusso został biznesmenem, a jego nauczyciel, pan Miyagi, zmarł. Obaj chcą rozwiązać wieloletni spór poprzez pojedynek karate.

## Obsada

### Główna
- Ralph Macchio jako Daniel LaRusso[3]
- William Zabka jako Johnny Lawrence[3]
- Courtney Henggeler jako Amanda LaRusso[4]
- Xolo Maridueña jako Miguel Diaz
- Tanner Buchanan jako Robby Keene
- Mary Mouser jako Samantha LaRusso
- Jacob Bertrand(inne języki) jako Eli „Hawk” Moskowitz (od sezonu 2)
- Gianni Decenzo(inne języki) jako Demetri (od sezonu 2)
- Martin Kove jako John Kreese (od sezonu 2)
- Peyton List jako Tory (sezon 3)
- Vanessa Rubio(inne języki) jako Carmen Diaz (sezon 3)

### Role drugoplanowe
- Joe Seo jako Kyler (sezon 1)
- Annalisa Cochrane jako Yasmine (sezon 1)
- Bo Mitchell jako Brucks (sezon 1)
- Bret Ernst jako Louie LaRusso Jr. (sezon 1)
- Edward Asner jako Sid Weinberg (sezon 1)
- Hannah Kepple jako Moon
- Dan Ahdoot jako Anoush Norouzi
- Jonathan Mercedes jako A. J. (sezon 1)
- Susan Gallagher jako Lynn
- Kwajalyn Brown jako Sheila (sezon 1)
- Griffin Santopietro jako Anthony LaRusso
- Nichole Brown jako Aisha Robinson
- Rose Bianco jako Rosa Diaz
- Diora Baird jako Shannon Keene
- Erin Bradley Dangar jako Counselor Blatt (sezon 1)
- Terayle Hill jako Trey
- Ken Davitian jako Armand Zarkarian
- Randee Heller jako Lucille LaRusso
- Owen Morgan jako Bert
- Aedin Mincks jako Mitch (sezon 2)
- Khalil Everage jako Chris (sezon 2)
- Paul Walter Hauser jako Raymond „Stingray” Porter (sezon 2)
- Nathaniel Oh jako Nathaniel (sezon 2)
- Cameron Markeles jako Frank
- Connor Murdock jako Kev
- Denzel K. Williams jako Caleb
- Gabe Bowles jako Tim
- A.J. Hicks jako Edwin
- Ron Thomas jako Bobby Brown
- Rob Garrison jako Tommy
- Tony O’Dell jako Jimmy

## Odcinki
| Sezon | Odcinek | Liczba Odcinków | Premiera sezonu   | Nadawca         |
| ----- | ------- | --------------- | ----------------- | --------------- |
| 1     | 1-10    | 10              | 2 maja 2018       | YouTube Premium |
| 2     | 11-20   | 10              | 24 kwietnia 2019  | YouTube Premium |
| 3     | 21-30   | 10              | 1 stycznia 2021   | Netflix         |
| 4     | 31-40   | 10              | 31 grudnia 2021   | Netflix         |
| 5     | 41-50   | 10              | 9 września 2022   | Netflix         |
| 6     | 51-55   | 5               | 18 lipca 2024     | Netflix         |
| 6     | 56-60   | 5               | 15 listopada 2024 | Netflix         |
| 6     | 61-65   | 5               | 13 lutego 2025    | Netflix         |

### Sezon 1 (2018)
| Nr | #  | Tytuł                | Reżyseria                       | Scenariusz                                                                         | Premiera w YouTube Premium |
| -- | -- | -------------------- | ------------------------------- | ---------------------------------------------------------------------------------- | -------------------------- |
| 1  | 1  | Ace Degenerate       | Jon Hurwitz, Hayden Schlossberg | Josh Heald, Jon Hurwitz, Hayden Schlossberg                                        | 2 maja 2018                |
| 2  | 2  | Strike First         | Jon Hurwitz, Hayden Schlossberg | Josh Heald, Jon Hurwitz, Hayden Schlossberg                                        | 2 maja 2018                |
| 3  | 3  | Esqueleto            | Jennifer Celotta                | Josh Heald, Jon Hurwitz, Hayden Schlossberg                                        | 2 maja 2018                |
| 4  | 4  | Cobra Kai Never Dies | Jennifer Celotta                | Josh Heald, Jon Hurwitz, Hayden Schlossberg, Jason Belleville                      | 2 maja 2018                |
| 5  | 5  | Counterbalance       | Josh Heald                      | Josh Heald, Jon Hurwitz, Hayden Schlossberg                                        | 2 maja 2018                |
| 6  | 6  | Quiver               | Josh Heald                      | Josh Heald, Jon Hurwitz, Hayden Schlossberg, Joe Piarulli, Luan Thomas             | 2 maja 2018                |
| 7  | 7  | All Valley           | Steve Pink                      | Josh Heald, Jon Hurwitz, Hayden Schlossberg, Stacey Harman                         | 2 maja 2018                |
| 8  | 8  | Molting              | Steve Pink                      | Josh Heald, Jon Hurwitz, Hayden Schlossberg, Stacey Harman, Michael Jonathan Smith | 2 maja 2018                |
| 9  | 9  | Different but Same   | Jon Hurwitz, Hayden Schlossberg | Josh Heald, Jon Hurwitz, Hayden Schlossberg, Jason Belleville                      | 2 maja 2018                |
| 10 | 10 | Mercy                | Jon Hurwitz, Hayden Schlossberg | Josh Heald, Jon Hurwitz, Hayden Schlossberg                                        | 2 maja 2018                |

### Sezon 2 (2018)
| Nr | #  | Tytuł               | Reżyseria                        | Scenariusz                                                                  | Premiera w YouTube Premium |
| -- | -- | ------------------- | -------------------------------- | --------------------------------------------------------------------------- | -------------------------- |
| 11 | 1  | Mercy Part II       | Jon Hurwitz, Hayden Schlossberg  | Josh Heald, Jon Hurwitz, Hayden Schlossberg                                 | 24 kwietnia 2019           |
| 12 | 2  | Back in Black       | Jon Hurwitz, Hayden Schlossberg  | Josh Heald, Jon Hurwitz, Hayden Schlossberg                                 | 24 kwietnia 2019           |
| 13 | 3  | Fire and Ice        | Michael Grossman                 | Josh Heald, Jon Hurwitz, Hayden Schlossberg, Stacey Harman                  | 24 kwietnia 2019           |
| 14 | 4  | The Moment of Truth | Michael Grossman                 | Josh Heald, Jon Hurwitz, Hayden Schlossberg, Kevin McManus, Matthew McManus | 24 kwietnia 2019           |
| 15 | 5  | All In              | Josh Heald                       | Josh Heald, Jon Hurwitz, Hayden Schlossberg                                 | 24 kwietnia 2019           |
| 16 | 6  | Take a Right        | Josh Heald                       | Josh Heald, Jon Hurwitz, Hayden Schlossberg                                 | 24 kwietnia 2019           |
| 17 | 7  | Lull                | Jennifer Celotta                 | Josh Heald, Jon Hurwitz, Hayden Schlossberg, Kevin McManus, Matthew McManus | 24 kwietnia 2019           |
| 18 | 8  | Glory of Love       | Jennifer Celotta                 | Josh Heald, Jon Hurwitz, Hayden Schlossberg, Joe Piarulli, Luan Thomas      | 24 kwietnia 2019           |
| 19 | 9  | Pulpo               | Jon Hurwitz & Hayden Schlossberg | Josh Heald, Jon Hurwitz, Hayden Schlossberg, Michael Jonathan Smith         | 24 kwietnia 2019           |
| 20 | 10 | No Mercy            | Jon Hurwitz & Hayden Schlossberg | Josh Heald, Jon Hurwitz, Hayden Schlossberg, Joe Piarulli, Luan Thomas      | 24 kwietnia 2019           |

### Sezon 3 (2021)
| Nr | #  | Tytuł                             | Reżyseria                        | Scenariusz                                | Premiera na Netflix |
| -- | -- | --------------------------------- | -------------------------------- | ----------------------------------------- | ------------------- |
| 21 | 1  | Aftermath                         | Jon Hurwitz i Hayden Schlossberg | Josh Heald Jon Hurwitz Hayden Schlossberg | 1 stycznia 2021     |
| 22 | 2  | Nature Vs. Nurture                | Jon Hurwitz i Hayden Schlossberg | Josh Heald Jon Hurwitz Hayden Schlossberg | 1 stycznia 2021     |
| 23 | 3  | Now You’re Gonna Pay              | Lin Oeding                       | Josh Heald Jon Hurwitz Hayden Schlossberg | 1 stycznia 2021     |
| 24 | 4  | The Right Path                    | Lin Oeding                       | Josh Heald Jon Hurwitz Hayden Schlossberg | 1 stycznia 2021     |
| 25 | 5  | Miyagi-Do                         | Steven Tsuchida                  | Josh Heald Jon Hurwitz Hayden Schlossberg | 1 stycznia 2021     |
| 26 | 6  | King Cobra                        | Steven Tsuchida                  | Josh Heald Jon Hurwitz Hayden Schlossberg | 1 stycznia 2021     |
| 27 | 7  | Obstaculos                        | Jennifer Celotta                 | Josh Heald Jon Hurwitz Hayden Schlossberg | 1 stycznia 2021     |
| 28 | 8  | The Good, The Bad, and The Badass | Jennifer Celotta                 | Josh Heald Jon Hurwitz Hayden Schlossberg | 1 stycznia 2021     |
| 29 | 9  | Feel the Night                    | Josh Heald                       | Josh Heald Jon Hurwitz Hayden Schlossberg | 1 stycznia 2021     |
| 30 | 10 | December 19                       | Josh Heald                       | Josh Heald Jon Hurwitz Hayden Schlossberg | 1 stycznia 2021     |

### Sezon 4 (2021)
| Nr | #  | Tytuł             | Reżyseria                        | Scenariusz                                   | Premiera na Netflix |
| -- | -- | ----------------- | -------------------------------- | -------------------------------------------- | ------------------- |
| 31 | 1  | Let's Begin       | Jon Hurwitz i Hayden Schlossberg | Josh Heald, Jon Hurwitz i Hayden Schlossberg | 31 grudnia 2021     |
| 32 | 2  | First Learn Stand | Jon Hurwitz i Hayden Schlossberg | Joe Piarulli i Luan Thomas                   | 31 grudnia 2021     |
| 33 | 3  | Then Learn Fly    | Marielle Woods                   | Michael Jonathan Smith                       | 31 grudnia 2021     |
| 34 | 4  | Bicephaly         | Marielle Woods                   | Stacey Harman                                | 31 grudnia 2021     |
| 35 | 5  | Match Point       | Joel Novoa                       | Bob Dearden                                  | 31 grudnia 2021     |
| 36 | 6  | Kicks Get Chicks  | Joel Novoa                       | Mattea Greene                                | 31 grudnia 2021     |
| 37 | 7  | Minefields        | Tawnia McKiernan                 | Bill Posley                                  | 31 grudnia 2021     |
| 38 | 8  | Party Time        | Tawnia McKiernan                 | Joe Piarulli i Luan Thomas                   | 31 grudnia 2021     |
| 39 | 9  | The Fall          | Josh Heald                       | Michael Jonathan Smith                       | 31 grudnia 2021     |
| 40 | 10 | The Rise          | Josh Heald                       | Bob Dearden                                  | 31 grudnia 2021     |

### Sezon 5 (2022)
| Nr | #  | Tytuł                    | Reżyseria                    | Scenariusz                 | Premiera na Netflix |
| -- | -- | ------------------------ | ---------------------------- | -------------------------- | ------------------- |
| 41 | 1  | Long, Long Way from Home | Joel Novoa i Steven Tsuchida | Michael Jonathan Smith     | 9 września 2022     |
| 42 | 2  | Molé                     | Steven Tsuchida              | Joe Piarulli i Luan Thomas | 9 września 2022     |
| 43 | 3  | Playing with Fire        | Marielle Woods               | Mattea Greene              | 9 września 2022     |
| 44 | 4  | Downward Spiral          | Steve Pink                   | Ashley Darnall             | 9 września 2022     |
| 45 | 5  | Extreme Measures         | Jennifer Celotta             | Bob Dearden                | 9 września 2022     |
| 46 | 6  | Ouroboros                | Joel Novoa                   | Michael Jonathan Smith     | 9 września 2022     |
| 47 | 7  | Bad Eggs                 | Joel Novoa                   | Joe Piarulli i Luan Thomas | 9 września 2022     |
| 48 | 8  | Taikai                   | Marielle Woods               | Ashley Darnall             | 9 września 2022     |
| 49 | 9  | Survivors                | Steven Tsuchida              | Michael Jonathan Smith     | 9 września 2022     |
| 50 | 10 | Head of the Snake        | Joel Novoa                   | Bob Dearden                | 9 września 2022     |

### Sezon 6 (2024-2025)
| Nr      | #       | Tytuł                   | Reżyseria                         | Scenariusz                                   | Premiera na Netflix |
| Część 1 | Część 1 | Część 1                 | Część 1                           | Część 1                                      | Część 1             |
| ------- | ------- | ----------------------- | --------------------------------- | -------------------------------------------- | ------------------- |
| 51      | 1       | Peacetime in the Valley | Joel Novoa                        | Bob Dearden                                  | 18 lipca 2024       |
| 52      | 2       | The Prize               | Joel Novoa                        | Joe Piarulli i Luan Thomas                   | 18 lipca 2024       |
| 53      | 3       | Sleeper                 | Ralph Macchio                     | Mattea Greene                                | 18 lipca 2024       |
| 54      | 4       | Underdogs               | Sherwin Shilati                   | Chris Rafferty                               | 18 lipca 2024       |
| 55      | 5       | Best of the Best        | Sherwin Shilati                   | Michael Jonathan Smith                       | 18 lipca 2024       |
| Część 2 |         |                         |                                   |                                              |                     |
| 56      | 6       | Benvinguts a Barcelona  | Joel Novoa                        | Joe Piarulli i Luan Thomas                   | 15 listopada 2024   |
| 57      | 7       | Dog in the Fight        | Joel Novoa                        | Ashley Darnall                               | 15 listopada 2024   |
| 58      | 8       | Snakes on a Plane       | Jennifer Celotta                  | Ashley Darnall i Emily Abbott                | 15 listopada 2024   |
| 59      | 9       | Blood In Blood Out      | Sherwin Shilati                   | Chris Rafferty                               | 15 listopada 2024   |
| 60      | 10      | Eunjangdo               | Sherwin Shilati                   | Bob Dearden i Olga Lexell                    | 15 listopada 2024   |
| Część 3 |         |                         |                                   |                                              |                     |
| 61      | 11      | Into the Fire           | Joe Piarulli                      | Joe Piarulli i Luan Thomas                   | 13 lutego 2025      |
| 62      | 12      | Rattled                 | William Zabka                     | Ashley Darnall i Kyle Civale                 | 13 lutego 2025      |
| 63      | 13      | Skeletons               | Joel Novoa                        | Chris Rafferty                               | 13 lutego 2025      |
| 64      | 14      | Strike Last             | Josh Heald                        | Bob Dearden                                  | 13 lutego 2025      |
| 65      | 15      | Ex Degenerate           | Jon Hurwitz &i Hayden Schlossberg | Josh Heald, Jon Hurwitz i Hayden Schlossberg | 13 lutego 2025      |

## Produkcja
4 sierpnia 2017 roku platforma YouTube Premium zamówiła pierwszy sezon komedii, w którym główne role grają Ralph Macchio i William Zabka. 10 maja 2018 platforma YouTube Premium ogłosiła zamówienie drugiego sezon serialu. W październiku 2017 roku ogłoszono, że Courtney Henggeler otrzymała rolę jako Amanda LaRusso.
3 maja 2019 roku platforma YouTube Premium ogłosiła przedłużenie serialu o trzeci sezon.
28 maja 2020 roku Deadline Hollywood ogłosił, że serial opuści YouTube i przeniesie się na inną platformę streamingową przed premierą trzeciego sezonu. Ponieważ YouTube nie był zainteresowany przedłużeniem serialu do 4 sezonu, 22 czerwca 2020 ogłoszono, że serial zostanie kontynuowany przez Netflix. Serwis ten wypuścił pierwsze dwa sezony 28 sierpnia 2020, a trzeci sezon wydano 1 stycznia 2021. 2 października 2020 Netflix ogłosił przedłużenie produkcji na czwarty sezon. Czwarty sezon wydano 31 grudnia 2021, a piąty 9 września 2022. 20 stycznia 2023 Netflix zapowiedział powstanie szóstego, finałowego sezonu, który został podzielony na trzy części, a następnie wydany w lipcu i listopadzie 2024 roku oraz w lutym 2025 roku.